# 維克托里夫卡 (布拉特西克區)
47°49′4″N 31°33′49″E / 47.81778°N 31.56361°E
維克托里夫卡（烏克蘭語：Вікторівка），是烏克蘭南部的村莊，隸屬尼古拉耶夫州的沃茲涅先斯克區。該村面積0.31平方公里，海拔高度87米，2001年人口78，人口密度每平方公里251.6人。